# Volusianus
Pentru episcopul de Tours, vezi: Sfântul Volusianus
Gaius Afinius Vibius Volusianus (n. secolul al III-lea d.Hr. – d. august 253 d.Hr., Terni, Italia), cunoscut sub numele de Volusianus, a fost un împărat roman între 251 - 253, împreună cu Trebonianus Gallus.

## Biografie
El a fost fiul lui Trebonianus Gallus și al Afiniei Gemina Baebiana. A avut o soră, Vibia Galla.
Moartea lui Decius în iunie 251 a dus la ascensiunea la tron a lui Trebonianus Gallus. Acesta l-a asociat la domnie pe Hostilian, fiul lui Decius. Volusianus a fost numit Caesar și Princeps Juventutis. La sfârștul aceluiași an, Hostilian a murit de ciumă și a fost înlocuit de Volusianus ca Augustus și co-împărat.
A fost ucis de armată împreună cu tatăl său în 253, la Interamna.